# Rentenversicherung der Arbeiter
Die Rentenversicherung der Arbeiter war ein Zweig der gesetzlichen Rentenversicherung in Deutschland.
Nach der Kaiserlichen Botschaft von 1881 war auf Initiative Otto von Bismarcks für Arbeiter eine Rentenversicherung eingeführt worden. Die Unterscheidung der Rentenversicherten in Arbeiter und Angestellte blieb trotz gleicher gesetzlicher Grundlagen der Beitragszahlung und Rentenberechnung noch bis 2004 bestehen. 
Nach der Organisationsreform der gesetzlichen Rentenversicherung vom 1. Oktober 2005 ist auch die Trennung (Bundesversicherungsanstalt für Angestellte, Landesversicherungsanstalten für Arbeiter) aufgehoben worden. Die Aufgaben werden nunmehr von einem der Träger der Deutschen Rentenversicherung wahrgenommen.